# Grappo
Grappo är en kolsyrad läskedryck med grapefruktsmak som tillverkas av Carlsberg Sverige. Den lanserades 1935 av bryggeriet Inverness brunn. 